# Sebastian Hornung
Sebastian Hornung (* 13. Februar 2001 in Nürnberg) ist ein deutscher Fußballtorhüter.

## Karriere

### Verein
Hornung wuchs in Pyrbaum in der Oberpfalz auf. 2014 wechselte er in die Jugend des VfB Stuttgart. Für die Schwaben bestritt er 45 Partien in der B-Junioren-Bundesliga sowie 28 in der A-Junioren-Bundesliga. 2019 wurde er mit dem VfB Pokalsieger sowie Vizemeister in der U19-Klasse. 2020 stieg Hornung in den Kader der zweiten Mannschaft auf. Zur Saison 2023/24 wechselte er zum SC Freiburg II. Sein Drittliga-Debüt bestritt er im Dezember 2023 beim 0:2 gegen Viktoria Köln.

### Nationalmannschaft
Hornung durchlief seit der U16 Juniorenstationen in der deutschen Nationalmannschaft.

## Erfolge
- A-Junioren-Pokalsieger: 2019
- Finalist deutsche Meisterschaft A-Junioren: 2019